# Komajka (przystanek kolejowy)
Komajka (biał. Камайка, ros. Камайка) – przystanek kolejowy w pobliżu miejscowości Komajka i Jankiszki oraz rzeki Komajki, w rejonie postawskim, w obwodzie witebskim, na Białorusi. Położony jest na linii Królewszczyzna – Łyntupy.